# 吉林省长岭种马场
吉林省长岭种马场位于中华人民共和国吉林省松原市长岭县境内，是吉林省人民政府牧业管理局下属单位，地处科尔沁草原东部。辖区以长岭种马场之名列为长岭县的一个类似乡级单位。

## 行政区划
下辖以下地区：
长岭种马场虚拟生活区。